# Victoria Tauli-Corpuz
Victoria Tauli-Corpuz, född 1952 i Besao, är en filippinsk aktivist för ursprungsbefolkningar av Kankana-ey Igorot-etnicitet. Från 2014 till 2020 var hon FN:s särskilda rapportör om urfolks rättigheter.
Tauli-Corpuz grundade och leder Tebtebba, ett internationellt center för forskning och utbildning kring ursprungsbefolkningar. Hon har också arbetat för bevarande av tropiska skogar, mot klimatförändringar, för social rättvisa och främjandet av ursprungsbefolkningars och kvinnors rättigheter.